# استان تیزی وزو
| استان تیزی وزو    | استان تیزی وزو     |
| ----------------- | ------------------ |
|                   |                    |
|                   |                    |
| کشور              | الجزایر            |
| مساحت             | ۳,۵۶۸ کیلومتر مربع |
| جمعیت             |                    |
| جمعیت             | ۱,۱۱۹,۶۴۶          |
| تراکم جمعیت       | ۳۱۳.۸/کیلومتر مربع |
| شمارگان           |                    |
| شمارهٔ استان       | ۱۵                 |
| پیش‌شمارهٔ تلفنی    | ۰۲۶                |
| تعداد فرمانداری‌ها | ۲۱                 |
| تعداد شهرستان‌ها   | ۶۷                 |
| کد پستی           |                    |

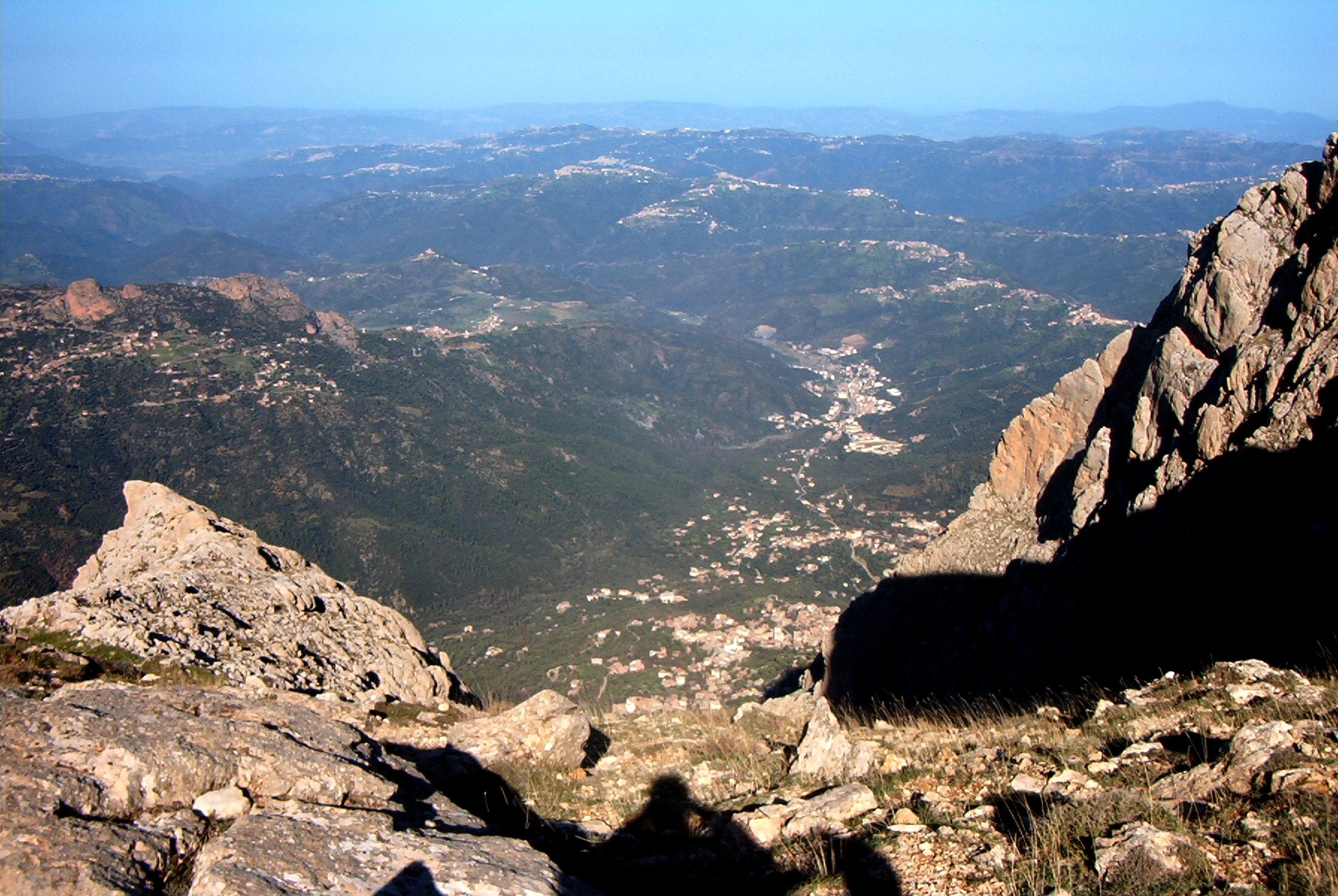
نمایی از قلهٔ جرجره به استان تیزی وزو در کشور الجزایر - ۲۰۱۰

استان تیزی وزو نام استان پانزدهم از استان‌های کشور الجزایر است.
این استان ۲۱ شهرستان و ۶۷ ناحیه شهری دارد.
مرکز این استان، شهر تیزی وزو است.